# 甲种师团

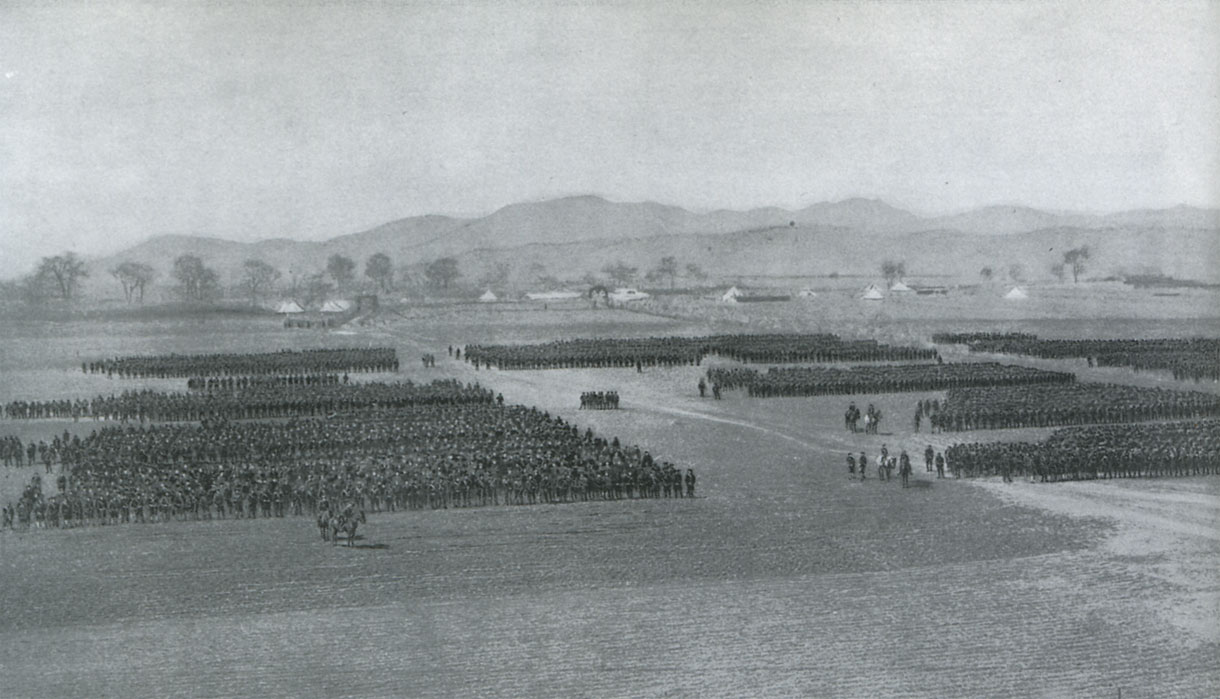
第一師團

甲种师团是日军對步兵師級單位的一種編制，日軍稱之為常備師團，主要歷經日俄戰爭以及一戰後保留的部隊，成軍時間久、戰爭經驗豐富、訓練上相對紮實，對日軍來說是其組成中列於首位之作戰主力。

## 簡介
甲種師團主要指日本帝國陸軍在1925年宇垣裁軍後保留的17个常备师团，采用二旅、四步兵團編制，師級單位直轄炮兵、騎兵、工兵、輜重兵（此些單位採團級編制），與通信、衛生、野戰醫院、修械單位等。以日軍步兵團滿編4千4百人規模計算，一個甲種師團的實戰兵力編制會在15,000至20,000人間，加上後勤人員，滿編人数會接近2萬5千人。
在日本軍事史上，曾經有21个師級單位以此套編制建立，分別是：近卫师团、第1师团、第2师团、第3师团、第4师团、第5师团、第6师团、第7师团、第8师团、第9师团、第10师团、第11师团、第12师团、第13师团、第14师团、第16师团、第19师团、第20师团、第104师团、第106师团、第116师团。其中第13師团、第104師团、第106師团、第116師团便是在1937年由第2師团、第4師团、第6師团、第16師团人員擴編而成。
不過，一個師級單位規模如此龐大，無論就指揮、後勤需求都相當吃緊，不符合近代作戰需求。因此日本在中日戰爭爆發後初期雖然增編了4支甲種師團，但1938年後便以三步兵團制的乙種師團為編組方針；後因應日本對英美開戰後的兵力不足問題，從1940年-1942年間這些部隊接受兵力調整將步兵團抽出作為新建部隊的基礎戰力，雖然就人員素質來說這些早期建立的部隊仍具備較熟練的戰力；但是就編制上來說，1942年後甲種師團這套編制便在自然淘汰下消失。

## 外部連結
- 四團制師級部隊抽調部隊時間表 （页面存档备份，存于）
- 師団編制解説（２） （页面存档备份，存于）